# Else Jacobsen
Else Jacobsen (n. 31 mai 1911, Ordrup⁠(d), amtul Copenhaga⁠(d), Danemarca – d. 3 aprilie 1965, Copenhaga, Danemarca) a fost o înotătoare daneză, medaliată olimpică. A participat la 2 ediții ale Jocurilor Olimpice (1928, 1932) în care a câștigat o medalie de bronz.